# 127
El año 127 (CXXVII) fue un año común comenzado en martes del calendario juliano, en vigor en aquella fecha.
En el Imperio romano el año fue nombrado el del consulado de Rufo y Esquila, o menos frecuentemente, como el 880 ab urbe condita, siendo su denominación como 127 a principios de la Edad Media, al establecerse el Anno Domini.

## Acontecimientos

### Imperio romano
- El emperador Adriano regresa a Roma después de un viaje de siete años a las provincias romanas.
- Adriano, actuando por consejo de su procónsul de Asia, Minucio Fundano, determina que los cristianos no deben ser ejecutados sin juicio.

### Religión
- El filósofo Carpocrates rechaza la propiedad privada por ser anticristiana.

### India
- Kanishka I comienza a gobernar en el Imperio kushán (fecha aproximada).

## Nacimientos
- Cheng Hsuan, filósofo chino (m. 200)